# Chenming (köpinghuvudort i Kina, Heilongjiang Sheng, lat 46,98, long 129,48)
Chenming (kinesiska: 晨明, 晨明镇) är en köpinghuvudort i Kina. Den ligger i provinsen Heilongjiang, i den nordöstra delen av landet, omkring 260 kilometer nordost om provinshuvudstaden Harbin. Antalet invånare är 9 810. Befolkningen består av 4 796 kvinnor och 5 014 män. Barn under 15 år utgör 8,0 %, vuxna 15-64 år 81 %, och äldre över 65 år 10,0 %.
Runt Chenming är det ganska glesbefolkat, med 40 invånare per kvadratkilometer. Chenming är det största samhället i trakten. I omgivningarna runt Chenming växer i huvudsak lövfällande lövskog.
Genomsnittlig årsnederbörd är 881 millimeter. Den regnigaste månaden är juli, med i genomsnitt 195 mm nederbörd, och den torraste är januari, med 6 mm nederbörd.